# Тикачево
Тикачево — деревня в Вытегорском районе Вологодской области.
Входит в состав Саминского сельского поселения, с точки зрения административно-территориального деления — в Саминский сельсовет.
Тикачево — самый северный населённый пункт Вологодской области. Расстояние до районного центра Вытегры по автодороге — 56 км, до центра муниципального образования посёлка Октябрьский по прямой — 5 км. Ближайшие населённые пункты — Загородская, Каньшино, Октябрьский.
По данным переписи в 2002 году постоянного населения не было.